# Horivka, Bârzula
Horivka (în ucraineană Гор'івка) este un sat în comuna Cuialnic din raionul Bârzula, regiunea Odesa, Ucraina.

## Demografie
Componența lingvistică a localității Horivka
     Ucraineană (66,67%)
     Română (25%)
     Rusă (8,33%)
Conform recensământului din 2001, majoritatea populației localității Horivka era vorbitoare de ucraineană (66,67%), existând în minoritate și vorbitori de română (25%) și rusă (8,33%).